# Ecnomina spinosa
Ecnomina spinosa is een schietmot uit de familie Ecnomidae. De soort komt voor in het Australaziatisch gebied.